# Lenka
Lenka (født 19. marts 1978) er en australsk sangerinde og skuespiller, der er er bedst kendt for sin sang "The Show" fra hendes debutalbum, Lenka. Sangen er blevet brugt i adskillige reklamer, særligt for Old Navy, samt i Nickelodeon-filmen Angus, Thongs and Perfect Snogging og i Moneyball (2011). Hendes sang "Everything at Once" blev brugt i en tv-reklame for Windows 8 og i en reklame for Disney Studio All Access.

## Karriere
Lenka Kripac fik som teenager skuespillektioner af Cate Blanchett og fik sidenhen roller på film, teater og tv.
I 2007 flyttede Lenka til Los Angeles for at prøve lykken inden for den amerikanske musikverden.
I december 2007 begyndte hun indspilningerne til debutalbummet Lenka, der lå klar i USA i september 2008, og som var ude i Danmark 15. juni 2009. Sangen "Everything at Once" blev for alvor populær i oktober 2012, da Microsoft lancerede sit nye styresystem Windows 8 og brugte sangen i den officielle lanceringsreklame på verdensplan.
Musikken er sød, atmosfærisk og til tider alternativ pop et sted mellem Sara Bareilles og Lykke Li.

## Privatliv
Lenka bor i New South Wales, Australien. Hun er gift med kunstneren James Gulliver Hancock. De 27. september 2011 annoncerede hun, at hun var gravid. I marts 2012 annoncerede hun, at hun havde født en søn. I 20016 fik de datteren Etta.

## Filmografi
| År        | Titel         | Rolle                     | Noter                    |
| --------- | ------------- | ------------------------- | ------------------------ |
| 2005      | The Alice     | Sally Fleming             |                          |
| 2004      | Lost Things   | Emily                     |                          |
| 2001      | Head Start    | Lucy Swain                | 5 episodes               |
| 2001      | All Saints    | Erin Shanahan             | Can You Hear Me? (#4.19) |
| 2000      | The Dish      | Marie McIntyre            |                          |
| 2000      | Murder Call   | Lily Aureli               | Last Act (#3.16)         |
| 2000      | Above the Law | Dee Anne Williams         |                          |
| 1998      | Wildside      | Jasmine Yakabovich        | Episode #1.11            |
| 1997      | Medivac       | Nikki Kershaw             | 3 episodes               |
| 1995–1996 | G.P.          | Vesna Kapek               | 23 episodes              |
| 1995–2005 | Cheez TV      | Host – Herself            |                          |
| 1995–1997 | Spellbinder   | Josie                     | 5 episodes               |
| 1994      | Home and Away | Francine 'Frankie' Brooks | 9 episodes               |

## Diskografi
- Lenka (2008)
- Two (2011)
- Shadows (2013)
- The Bright Side (2015)
- Attune (2017)
- Intraspectral (2023)